# Мавзолей Иль-Арслана
Мавзолей Иль-Арслана (Фахреддина Рази) (туркм. Il Arslanyň kümmeti) — средневековый мавзолей, расположенный на территории Кёнеургенчского национального историко-культурного музея-заповедника в г. Кёнеургенч, Туркменистан. Мавзолей построен для султана Иль-Арслана, правившим Государством Хорезмшахов в XII в.
Построенный над мнимой могилой Фахреддина Рази или над реальной хорезмшаха Иль-Арслана, мавзолей в Кёнеургенче — одна из самых выдающихся построек домонгольской Центральной Азии, сочетающая в себе уникальные особенности, технические и художественные, с идеями и образами будущей, ещё не воплощённой архитектуры.

## История
Мавзолей датируется (по косвенным признакам) 2-й половиной XII века. Он также имеет название «мавзолей Фахреддина Рази». Богослов Фахреддин Рази похоронен в Герате в 1208 году, и мавзолей в Кёнеургенче не мог быть его усыпальницей; по гипотезе В. И. Пилявского это небольшое, но эффектное здание воздвигнуто над прахом правившего в 1156—1172 годах хорезмшаха Иль-Арслана, отца хорезмшаха Текеша. Основанная только на «исключительных архитектурно-художественных достоинствах» здания, эта гипотеза не объясняет, почему имя скромного учёного заменило в народной памяти имя могущественного правителя, если он действительно похоронен здесь.
Сегодня мавзолей является местной достопримечательностью, которую посещает много туристов.

## Архитектура
Мавзолей является древнейшим из сохранившихся зданий средневековой столицы Хорезма города Кёнеургенч, и одним из первых в длинном ряду монументальных зданий Средней Азии, чья высота искусственно увеличена при помощи пространства между внутренним куполом и внешним шатром. Первые двойные купола появились, правда, в северном Хорасане в XI веке, но их межкупольные пазухи малы и не были рассчитаны на внешний эффект; новшество же, запечатлённое в мавзолеев Кёнеургенче и придавшее ему сходство с обелиском, воплотится позже в грандиозных постройках Тамерлана и его потомков.
Форма мавзолея отличается чёткостью и простотой композиции: куб, на нём двенадцатигранная призма барабана и купол в виде двенадцатигранного шатра. Подобных построек с гранённым шатром в Центральной Азии нет. Кёнеургенчского национального историко-культурного музея-заповедника в г. Кёнеургенч, Туркменистан, и известен прежде всего великолепным терракотовым убранством главного фасада. Квадратное в плане здание ориентировано по сторонам света, главным портальным фасадом обращено на восток. Общая высота помещения мавзолея вдвое превышает высоту его стен. Мавзолей Иль-Арслана — одно из первых монументальных строений Центральной Азии.
Двенадцатигранный купол Иль-Арслана, украшенный геометрическим орнаментом с голубыми плитками, — одно из самых древних среди уцелевших на территории Центральной Азии покрытий пирамидальной формы. Мавзолей Иль-Арслана был вручную украшен рельефной резной терракотой, выраженной в замысловатом орнаменте: растительных и геометрических узорах.